# جائزة بريطانيا الكبرى 1960
جائزة بريطانيا الكبرى 1960 هو سباق فورمولا 1 أقيم بتاريخ 16 يوليو 1960 في حلبة سلفرستون، إنجلترا. كان السابع من أصل 10 في بطولة العالم لسباقات الفورمولا واحد موسم 1960. فاز بالسباق الأسترالي جاك برابهام وجاء ثانيا البريطاني جون سورتيس وثالثا إينيس أيرلاند.